# Sarascelis luteipes
Sarascelis luteipes is een spinnensoort uit de familie Palpimanidae. De soort komt voor in Congo en Sao Tomé.